# Martin Zaus
- Martin Zaus (* 20. května 1861 v Horních Lomanech – 19. ledna 1905 v Chebu[1]) byl českým varhanářem. Postavil přes 20 známých varhan v Čechách a na Moravě.

## Život
Nejdříve navštěvoval národní školu, poté průmyslovou školu a v letech 1877-1882 absolvoval učební obor varhanář u Johanna George Sommera v Lipové u Chebu. Následně začal pracovat u varhanářských firem. Od roku 1882 do roku 1886 pracoval Friedricha Ladegasta ve Weißenfelsu, od roku 1886 do roku 1889 u Friedricha Frieseho v Janově a od roku 1889 do roku 1891 u Josepha Merklina v Paříži a Lyonu. Od roku 1892 se osamostatni a začal působit v Chebu.
Za vynikající dílo Opus I se mu v Chebu dostalo v roce 1892 významného ocenění.

## Varhany
- 1884 – Kostel svatého Mikuláše v Chebu
- 1895 – Kostel Nanebevzetí Panny Marie a svaté Máří Magdaleny v Chlumu Svaté Maří
- 1895 – Kostel Narození Panny Marie v Libochovanech
- 1897 - Kostel Nanebevzetí Panny Marie ve Velichově - varhany se momentálně nachází v kostele sv. Anny ve Tvarožné Lhotě
- 1899 - Kostel sv. Máří Magdalény v Karlových Varech
- 1902 – Kostel svatého Václava v Radošově
- - Kostel svatého Mikuláše v Holostřevech
- - Kostel svatého Zikmunda ve Stráži Pod Ralskem